# Agathon (Sohn des Tyrimmas)
Agathon (altgriechisch Ἀγάθων Agáthōn; † 324 v. Chr. in Karmana), Sohn des Tyrimmas, war ein makedonischer Reiteroffizier Alexanders des Großen im 4. vorchristlichen Jahrhundert.
Während des Asienfeldzugs war Agathon der Befehlshaber der odrysischen Reiterei (Thraker) und wird in den Schlachten am Granikos 334 v. Chr. und bei Gaugamela 331 v. Chr. namentlich genannt. Im Jahr 330 v. Chr. wurde er mitsamt seiner Truppe dem Stab Parmenions in Ekbatana zugeteilt. Gemeinsam mit den Offizieren Kleandros, Sitalkes und Herakon ermordete er noch im selben Jahr Parmenion auf Weisung Alexanders. Alle vier Offiziere führten in den folgenden Jahren ein Schreckensregiment in Ekbatana, indem sie die einheimische Bevölkerung drangsalierten und sich selbst bereicherten. Als Alexander wohl unerwartet doch aus Indien zurückkehrte, wurden sie 324 v. Chr. nach Karmana befohlen, wo sie von der Heeresversammlung wegen ihrer Verbrechen verurteilt und hingerichtet wurden.